# Kościół katolicki a ustasze

## Kościół katolicki a ustasze
Stosunki między Kościołem rzymskokatolickim a partią ustaszy sprawującą władzę w Niezależnym Państwie Chorwackim pozostawały niejednoznaczne i są przedmiotem dyskusji. Niezależne Państwo Chorwackie było w rzeczywistości nazistowskim państwem satelickim stworzonym w 1941 roku w okupowanej przez państwa Osi Jugosławii. Kościół od początku bronił żydowskich konwertytów na katolicyzm, ale nie stawał oficjalnie w obronie Żydów jako takich poddanych przez faszystowskich ustaszy prześladowaniom i wywózkom do obozów koncentracyjnych, podejmował jedynie poprzez swoją dyplomację próby niejawnego wpłynięcia na rząd ustaszy w sprawie niemoralności i ludobójstwa. Reżim ustaszy łączył katolicyzm z retoryką nacjonalistyczną – aby umocnić swoją władzę, ustasze absorbowali radykalny ruch katolicki.
Po początkowym entuzjazmie hierarchii katolickiej – na czele z biskupem Zagrzebia Alojzym Stepinacem – która z radością przyjęła fakt powstania „niezależnej” Chorwacji, stopniowo, po kolejnych ekscesach ustaszy, przyszedł czas ochłodzenia stosunków na linii reżim-Kościół. Część znanych duchownych chorwackich poparła Ante Pavelicia, a nawet wzięła udział w zbrodniach przeciwko ludzkości, w tym zbrodniach na cywilach. Część księży była krytyczna wobec rządów ustaszy i wstawiała się prywatnie za prześladowanymi Serbami i Żydami.

## Tło zdarzeń
Utworzenie ponadnarodowej Jugosławii zostało pozytywnie przyjęte przez Kościół katolicki Chorwacji i Słowenii. Pomimo sprzeciwu części Kościoła, która wolała kontynuację Austro-Węgier, większość hierarchów poparła wizję zjednoczenia południowych Słowian. Mimo początkowego wsparcia, poparcie kleru zaczęło stopniowo topnieć. Według Kościoła katolickiego przez nowe rządy kler utracił dawne przywileje, a nowa władza jest wroga „obcym” (innym niż „narodowy” Kościół prawosławny) instytucjom religijnym. Kontakty między hierarchią katolicką a rządem Jugosławii pogorszyło zabójstwo chorwackiego polityka Stjepana Radicia i ogłoszenie dyktatury królewskiej w 1929 roku. Wśród duchownych popularność zdobywał radykalny nacjonalizm. Nacjonaliści chorwaccy skupieni w ekstremistycznej Chorwackiej Partii Prawa i w organizacji ich następców – ustaszy – pozostawali bliscy ideałom Kościoła, głównie z powodu niechęci do prawosławnych Serbów i traktowania katolicyzmu jako części chorwackiej tożsamości narodowej.
W okresie międzywojennym zaostrzyła się rywalizacja między Kościołem katolickim a Serbskim Kościołem Prawosławnym. W większości katoliccy Chorwaci obawiali się, że wzrośnie polityczna władza prawosławnych, a tym samym ograniczona zostanie działalność ugrupowań katolickich. Po ustanowieniu królewskiej dyktatury Aleksandra I pozycja Kościoła chorwackiego mocno się zradykalizowała, szczególnie po porażce próby ratyfikacji konkordatu w drugiej połowie 1930 roku. Choć regionalne przywództwo Kościoła i Watykan starały się wzmocnić swoją pozycję poprzez negocjacje z rządem w Belgradzie, niższe duchowieństwo często wpajało społeczeństwu podobieństwo katolicyzmu i nacjonalizmu chorwackiego. Część z tych duchownych było słabo wykształconych, radykalizacja kleru zbliżyła tę grupę społeczną do ultranacjonalistycznych ustaszy. Ustasze jako samodzielny ruch skrajnej prawicy powstali w 1930 roku. Rząd Jugosławii starał się złagodzić nacjonalistyczne napięcia, szanować katolickie instytucje religijne i popierać umiarkowanych hierarchów kościelnych. Jednym z uważanych za umiarkowanych hierarchów był weteran serbskiej armii (front macedoński) Stepinac. Przez Belgrad postrzegany był jako zwolennik państwowości jugosłowiańskiej. Stepinac przyczynił się do poszerzenia autonomii Chorwacji w 1930 roku.
Wrogość do prawosławia, idei Jugosławii i zażarty antykomunizm chorwackiego Kościoła, przyczynił się do wzrostu sympatii pronazistowskich wewnątrz Kościoła. W całym regionie Kościół był konserwatywny i miał proautorytarną tradycję, tendencja ta ułatwiła powstanie szowinistycznych ruchów, które widziały Kościół jako sojusznika w walce z komunizmem i Żydami. Proklamacja „niepodległości” Słowacji (marionetkowe państwo nazistowskie) w marcu 1939 roku odbyła się dzięki wstawiennictwu hitlerowców, w wydarzeniu tym wielu Chorwatów zobaczyło potrzebę interwencji państw Osi, aby chorwacka niepodległość była możliwa. Już pod koniec 1930 roku bardziej radykalni duchowni widzieli w ustaszach chorwacki ruch niepodległościowy, a Kościół przejawiać zaczął coraz bardziej pozytywny stosunek do kwestii niepodległości.
Lokalny Kościół utrzymywał umiarkowany tradycyjny antysemityzm sprzyjający dyskryminacji Żydów i ich konwersji na katolicyzm. Nawet w okresie Jugosławii minister edukacji i katolicki ksiądz słoweński Antoni Korošec zatwierdzili i wprowadzili prawo numerus clausus. Pomimo rosnącej wrogości duchowieństwa wobec Żydów, których duchowni oskarżali o bolszewizm lub wspieranie rządu w Belgradzie, w ciągu dwudziestolecia wojennego nie podejmowano agresywnych działań antysemickich.

## Utworzenie Niezależnego Państwa Chorwackiego

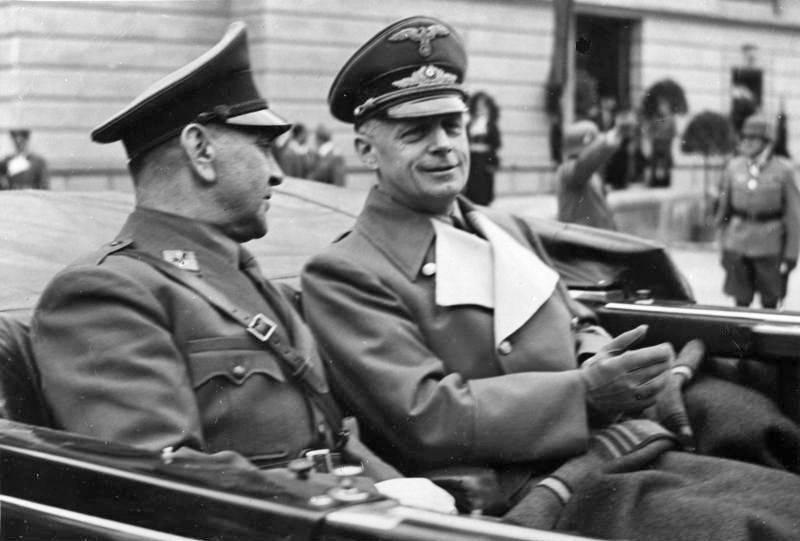
Lider ustaszy Ante Pavelić i Joachim von Ribbentrop

Zarówno Watykan, jak i chorwacki Kościół katolicki, entuzjastycznie przyjęły upadek państwa jugosłowiańskiego po jego klęsce w kampanii w kwietniu 1941 roku, także utworzenie Niezależnego Państwa Chorwackiego w 1941 roku zostało początkowo pozytywnie przyjęte przez hierarchię Kościoła i wielu księży katolickich. Nie brak było jednak obaw, błogosławiony Alojzije Stepiniac w dniu wkraczania niemieckich wojsk do Chorwacji, przyglądając się radosnym tłumom, stwierdził:

Ta młodzież jeszcze pozna, czym jest pruskie kopyto. Kto byłby szczęśliwszy ode mnie z urzeczywistnienia się wolnej Chorwacji, ale nie mogę się jej spodziewać od pogańskich Niemiec. Chyba na pierwszym miejscu powinna być święta wiara, a nie pogaństwo i prześladowanie świętej wiary. Oprócz tego w politycznym aspekcie, nie wierzę Hitlerowi, że pomoże nam w realizacji niepodległej Chorwacji, której w każdym razie pragniemy

Ante Pavelić, przywódca ustaszy, znany był z poglądów prokatolickich i antyserbskich, uważał on katolicyzm za integralną część kultury chorwackiej. Dla ustaszy „stosunki z Watykanem były równie ważne jak stosunki z Niemcami”, Watykan był bowiem kluczem dla uzyskania szerokiego poparcia ustaszy wśród społeczeństwa Chorwacji. Ante Pavelić w maju 1941 roku, tuż po zostaniu dyktatorem marionetkowej Chorwacji został przyjęty na prywatnej audiencji u papieża Piusa XII. Według Michaela Phayera, to po otrzymaniu błogosławieństwa od papieża, Ante Pavelić i ustasze rozpoczęli w Chorwacji ludobójstwo. Pius XII odmówił jednak zerwania stosunków dyplomatycznych z reżimem i ponownie spotkał się z Paveliciem w 1943 roku. Pius XII był krytykowany za jego odbiór Pavelicia; Foreign and Commonwealth Office, czyli brytyjskie biuro spraw zagranicznych określiło papieża jako „największego tchórza moralnego naszych czasów”. Z drugiej strony Watykan odmówił uznania państwa Chorwackiego, papież nie przyjął również delegacji chorwackiej, tylko przyjął na audiencję Pavelica. Pavelic był z tego powodu wściekły i o przyczynę tego stanu rzeczy oskarżył arcybiskupa Alojzijego. Watykan zgodził się jedynie na wysłanie do Chorwacji wizytatora apostolskiego o. Giuseppe Ramiro Marcone, który miał za zadanie informować Stolicę Apostolską o sytuacji religijnej w Chorwacji. Marcone miał pierwszeństwo wśród korpusu dyplomatycznego, często brał udział w oficjalnych imprezach organizowanych przez reżim.
Watykan miał nadzieję, że ustasze pokonają w Chorwacji komunizm i nawrócą na katolicyzm 200 tysięcy osób, które po I wojnie światowej opuściły Kościół katolicki i przyjęły prawosławie. Ustasze ogłosili katolicyzm oficjalną religią ich państwa. W liście pasterskim biskup Stepinac poprosił wiernych i duchownych o wspieranie nowego systemu. W chorwackich kościołach odbyć się miała modlitwa o dobro nowego państwa.
Biskup Alojzy Stepinac w momencie powołania na stanowisko w 1934 roku był najmłodszym biskupem katolickim na świecie. Początkowo po przejęciu władzy przez ustaszy, otrzymał z Watykanu bardzo niewiele wskazówek, jak zachować się w nowej sytuacji politycznej. Jego kontrola nad niższymi biskupami i duchownymi nie była jednolita. Stepinac po zbrodniach ustaszy w maju 1941 roku zaczął próby publicznego zdystansowania się od reżimu. Ostatecznie już po kolejnej fali ludobójstwa w lecie i jesienią 1941 roku, Stepinac „zdecydował się na ograniczoną reakcję”. Stepinac podzielał nadzieje duchownych, którzy uważali, że państwo Jugosławia była „więzieniem narodu chorwackiego”.
Stanowisko Stepinaca było radykalnie nacjonalistyczne i antykomunistyczne, nie był on jednak sympatykiem nazistów. Próbował wpłynąć od zewnątrz na politykę reżimu. Stepinac był jednak zwolennikiem reżimu, a jego próby reform nie odnosiły skutków. W przeciwieństwie do niego, wielu biskupów chorwackich jeszcze intensywnej współpracowało z Paveliciem. Jednym z największych entuzjastów ustaszy był Ivan Šarić, jego diecezjalna gazeta pisała m.in. o tym że Bóg stoi za ruchem chcącym „wyzwolić” świat od Żydów. Oprócz tego piał o tym że Żydzi są potomkami tych, którzy nienawidzili Jezusa, prześladowali go, a w końcu skazali na śmierć. Żydzi mieli doprowadzić Europę i świat do katastrofy, klęski gospodarczej i moralnej. Domagać się mieli dominacji nad światem. Šarić atakował też innych wrogów ideologicznych ustaszy, twierdził, że socjalizm i komunizm miał zostać zbudowany przy udziale Szatana. Šarić zajął majątek utracony przez Żydów i wykorzystał go do własnych potrzeb.

## Rola Kościoła w przemocy ustaszy

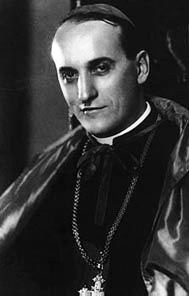
Biskup Alojzy Stepinac

Natychmiast po dojściu do władzy ustasze rozpoczęli brutalną kampanię mającą wyeliminować te osoby, które uznali za niepożądany element, zwłaszcza ludność serbską, która uznawana była przez nich za zagrożenie dla nowego państwa. Zdarzały się przypadki, gdy duchowni katolicy uczestniczyli bezpośrednio lub pośrednio w kampanii przemocy ustaszy. Spotkało się to jednak ze stanowczą reakcją Stolicy Apostolskiej i Kościoła Chorwackiego, kuria generalna zakonu franciszkanów wezwała swoich członków do wycofania się z akcji ustaszów, a najbardziej winnych wyrzuciła z zakonu. Sekretariat Stanu Stolicy Apostolskiej wystosował ostre memorandum do władz chorwackich potępiające udział duchownych w zbrodniach. Najbardziej znanym przykładem duchownego uczestniczącego w zbrodniach ustaszów jest franciszkanin Miroslav Filipović-Majstorović znany jako „diabeł z Jasenovac”, za co został wydalony z zakonu.
Zdarzały się przypadki, gdy księża katoliccy służyli w osobistej straży przybocznej Pavelicia, jednym z nich był Iwan Guberin, przywódca Ruchu Katolickiej Chorwacji (jednej z form Akcji Katolickiej). Inny z duchownych, Bozidas Bralo, jako szef policji bezpieczeństwa w Sarajewie, zainicjował wiele działań antysemickich. W celu konsolidacji władzy ustaszy w Bośni i Hercegowinie lider tamtejszych ustaszy Jure Francetić zdecydował o tym, aby oddać dużą liczbę stanowisk partyjnych w ręce kapłanów. Iwan Guberin oprócz udziału w straży przybocznej jako profesor teologii aktywnie wspierał działania ustaszy wobec mniejszości, ostro krytykował przeciwników reżimu i głosił pseudonaukowe poglądy mające usprawiedliwić politykę ustaszy wobec mniejszości. Duża część księży uczestniczyła w zbrodniach ustaszy. Ksiądz Mugos Mate pisał o tym, że duchowni powinni odłożyć modlitewniki i sięgnąć po rewolwery – oznaczało to, że księża powinni porzucić swoją posługę i przyłączyć się do ruchu ustaszy. Ksiądz Dyonisy Juricev napisał o tym że zamordowanie siedmiolatki nie jest grzechem. Prymas Alojze Stepiniac w reakcji na te wydarzenia w piśmie ogólnym z 4 lutego 1942 skierowanym do duchowieństwa, wezwał do wystrzegania się wszelkiej działalności politycznej.
Stepinac o prawosławiu mówił, że nie ma w nim „ani moralności, ani zasad, ani prawdy, ani sprawiedliwości, ani uczciwości”. 16 kwietnia 1941 roku Stepinac złożył wizytę Paveliciowi, zapisując po niej w dzienniku, że nowy przywódca „nie będzie tolerował Cerkwi prawosławnej”. Na tej podstawie arcybiskup ocenił, że poglavnik jest „szczerym katolikiem”. Równie lojalnej współpracy z ustaszami Stepinac wymagał od episkopatu. Z drugiej strony wielokrotnie interweniował na rzecz prześladowanych Serbów, a życie zawdzięczają mu również niektórzy biskupi prawosławni.
Kampania przymusowej konwersji na katolicyzm, ruszyła od września 1941 roku. Kościół utrzymywał niepewne i niejednoznaczne stanowisko; z jednej strony uważano, że pomoże to ludności wywodzącej się z mniejszości, a z drugiej strony odrzucał kontrolowane nawrócenia. Plany rządu wdrażano we współpracy z duchowieństwem, zwłaszcza z franciszkanami, jednak kuria franciszkanów wezwała swoich członków do zaprzestania akcji ustaszy, a najbardziej winnych wyrzuciła z zakonu, protest w tej sprawie złożył również Watykan. Według Dragutina Pavlicevica: „...Nie można zgodzić się z późniejszymi twierdzeniami, że zwierzchnicy Kościoła katolickiego bezpośrednio współpracowali z tymi władzami przy nakłanianiu wyznawców prawosławia (głównie Serbów) do przechodzenia na religię katolicką”. W sierpniu, kiedy Watykan zaczął informować o okrucieństwach, Stolica Apostolska nakazała duchowieństwu sprzeciwiać się takim działaniom bez jednoczesnego powodowania szkody wobec organów reżimu. Gdy rząd Pavelicia rozpoczął konwersję na katolicyzm (przymusową): prawosławnych Serbów, Żydów, muzułmanów i protestanckich mniejszości germańskich, kler katolicki podjął kroki mające zachęcić prawosławnych Serbów do konwersji na katolicyzm. Chorwacki minister sprawiedliwości 14 lipca 1941 zobowiązał chorwacki episkopat do tego, by kapłani i katecheci nie „nawracali” przedstawicieli serbskiej inteligencji, rzemieślników czy kupców, zgodnie z planem ustaszy część narodu miała zostać eksterminowana. Śmierć z rąk ustaszy spotkała też tych Serbów, którzy odrzucili program wymuszonej konwersji. Chorwaci przywłaszczyli sobie wiele cerkwi należących do prawosławnych, które zostały „opuszczone lub zarekwirowane”. Katolicki episkopat i HKP, oddział chorwacki Akcji Katolickiej, były zaangażowane w koordynację i zarządzanie tą polityką. W odpowiedzi na prześladowania i przymusowe nawracanie prawosławnych w dniach od 16 do 20 listopada 1941 r. pod przewodnictwem arcybiskupa Stepiniaca odbyła się konferencja biskupów poświęcona nadużyciom władzy w sprawach religijnych. Zebrani biskupi za pośrednictwem Stepiniaca przekazali Pavelicovi „Pro memoria” na 9 stron, w którym w wielu punktach krytykowali działania państwa. W poszczególnych punktach stwierdzano:
1. prawo do regulowania przechodzenia prawosławnych na katolicyzm należy tylko do Kościoła, a nie do państwa;
2. wysyłanie „misjonarzy” leży tylko w gestii Kościoła;
3. nadużycia państwa w ww. kwestiach zostają potępione.
Dokument został przesłany Piusowi XII, który aprobował go. Konferencja miała być dowodem, że biskupi chorwaccy bronią podstawowej wolności człowieka, iż nie można zmuszać siłą do zmiany wiary i że tylko w sposób wolny i świadomy można się nawrócić. Episkopat uznał również rozdział Kościoła od państwa, odmawiając kompetencji władzom państwowym w kwestiach religijnych.
Kościół jednak nie poprzestał na tym, błogosławiony Alojze Stepiniac wystosował poufne pismo do podległych kapłanów, aby:

Kiedy przyjdą do was osoby wyznania żydowskiego lub prawosławnego, które znajdują się w śmiertelnym niebezpieczeństwie, i zapragną nawrócić się na katolicyzm, przyjmijcie ich, aby uratować ludzkie życie. Nie wymagajcie od nich żadnej specjalnej wiedzy religijnej, ponieważ prawosławni są chrześcijanami tak samo, jak i my, a wiara żydowska jest tą wiarą, z której chrześcijaństwo wywodzi swoje korzenie. Rola i zadanie chrześcijanina polega na pierwszym miejscu na ratowaniu ludzi. Kiedy przejdzie ten czas szaleństwa i zdziczenia, zostaną w naszym Kościele ci, którzy nawrócą się z przekonania, podczas gdy pozostali, kiedy przejdzie niebezpieczeństwo, powrócą do swojej wiary.

Ostatecznie przymusowe nawrócenia zakończyły się w wiosnę 1942 r. w wyniku oporu biskupów chorwackich, Pavelic postanowił utworzyć w kwietniu 1942 r. Prawosławną Cerkiew Chorwacką.
Phater w swojej książce z 2000 roku, napisał, że ustalenie stopnia udziału Chorwatów w holokauście jest na tyle trudne, że w Chorwacji to katolicka większość była sprawcami ludobójstw. Phayer porównał tę sytuację do Polski, gdzie to katolicy stali się ofiarami ludobójczej polityki nazistów.
W czasie gdy utworzono NDH, społeczność żydowska miała od 30 tys. do 40 tys. członków (różni autorzy przedstawiają różne szacunki) i wzrosła w ciągu ostatniego dziesięciolecia na skutek dużej liczby ludzi, którzy uciekli przed nazistowskimi prześladowaniami. Grupa, która przybyła do Zagrzebia, została wsparta przez biskupa Stepinaca. Antysemityzm ze względu na asymilacje społeczności żydowskiej był zjawiskiem marginalnym. Sytuację radykalnie zmieniło dojście do władzy ustaszy. Nowy reżim szybko przyjął szereg ustaw rasistowskich i antysemickich wzorowanych na tych z innych części Europy pod kontrolą nazistów. Żydzi starali się uzyskać ochronę Kościoła katolickiego przed represjami faszystów. Kościół jednak prowadził politykę konwersji, uratować od zagłady mogło jedynie przejcie Żydów z judaizmu na katolicyzm. Prawo konwersji wprowadzone przez Stepinaca nie zapobiegło jednak kolejnym prawom antyżydowskim. Stepinac wsparł konwersję Żydów i Serbów na katolicyzm. Mimo prywatnego rozczarowania, kontynuował wspieranie reżimu poprzez udział w państwowych ceremoniach.
Latem biskup Stepinac poinformował o zbrodniach, których dopuszczali się duchowni jego diecezji mimo oficjalnego zakazu ingerowania duchowieństwa w kwestie polityczne. W październiku biskup potępił rozbiórkę stołecznej synagogi.
W listopadzie przed kampanią zmuszania Serbów i Żydów do konwersji, Stepinac zwołał Synod Biskupów Chorwackich, który wezwał do humanitarnego traktowania Żydów, którzy przyjęli katolicyzm. O tym że wezwanie dotyczyło jedynie żydowskich konwertytów poinformował po wojnie papież Paweł VI. Od lipca do grudnia 1941 roku władze wysłały dwie trzecie chorwackich Żydów do obozów koncentracyjnych, gdzie większość z nich została zamordowana. Po powrocie z wizyty Stepinaca w Watykanie w kwietniu (według źródeł chorwackich) rząd opisał zabójstwa jako zwykłe „anomalie”. Stepinac stwierdził, że wszystkie rasy i narody zostały stworzone na obraz Boga. Wbrew wcześniejszym sprawozdaniom do Watykanu, w czasie wizyty w Watykanie wyraził swoje rozczarowanie reżimem.
Władze Chorwacji próbowały odzyskać poparcie Stepinaca, w październiku 1942 skrytykował on pośrednio politykę nacjonalistyczną rządu. Na początku 1943 skrytykował środki jakimi posługuje się Pavelić. Watykan unikał otwartej krytyki okrucieństw ustaszy, chwalił za to katolicyzm i antykomunizm Pavelicia. Po tym, gdy na początku maja 1943 rozpoczęto wysyłkę większości Żydów do obozu koncentracyjnego w Auschwitz, do kraju przybył Heinrich Himmler. Stepinac w tym czasie wysłał raport do Watykanu, w którym bronił działań rządu jako promotora katolicyzmu. W czasie swojej wizyty w Watykanie od 24 maja do 4 czerwca 1943, Stepinac mimo wcześniejszej krytyki, bardzo korzystanie dla reżimu opisał stan państwa chorwackiego.
Dopiero pod koniec wojny hierarchowie zaczęli mówić o mordach Żydów, w tym czasie jednak większość Żydów została eksterminowana. Członkowie kościoła potępiać zaczęli fakt wcześniejszego podżegania przez księży przeciwko Żydom i udział w zbrodniach z 1943 i 1944 roku. Episkopat dalej wspierał rząd NDH uważając, że uratuje on chorwacką „niepodległość”, ani nie zerwał z radykalnymi katolikami którzy uważali wojnę za starcie między państwami Osi a „Judeo-bolszewizmem”.
Poparcie dla Pavelicia i jego ruchu w dużej mierze zależało od regionu, większe było w Dalmacji oraz Bośni i Hercegowinie a niższe w Chorwacji i Slawonii. Wpływ miał też wiek księży – poparcie dla ustaszy było najwyższe wśród najmłodszych a najniższe wśród starych. Hierarchia katolicka podzieliła się na radykalną większość i mniejszość umiarkowanych krytyków reżimu. Postawa duchowieństwa zależna była też od okresu rządów ustaszy, początkowo w większości była ona entuzjastyczna, ludobójstwo ustaszy stopniowo podzieliło duchowieństwo na trzy grupy;
- Przeciwników, którzy współpracowali z partyzantką jugosłowiańską, szacuje się, że było ich co najmniej 70[31].
- Entuzjastów reżimu[19], część z nich uczestniczyła w organizacjach ustaszy i ich zbrodniach[6].
- Większość znajdowała się pomiędzy partyzantami a reżimem, grupa ta sympatyzowała z prokatolickimi reformami Pavelicia (zakaz aborcji, pornografii i bluźnierstwa)[66], ale odrzucała wrogość reżimu wobec mniejszości. W tej grupie odnotowano wiele dwuznaczności i niezdecydowania w kontaktach z dyktaturą[31].

## Reakcja Kościoła katolickiego na zbrodnie ustaszy
Aleks Beniga stwierdził, że w 1941 roku Biskup Stepinac wysłał do swego duchowieństwa instrukcję, która mówi że w tym czasie „szaleństwa i dzikości” należy działać wbrew oficjalnym instrukcjom. Stepniac namawiał żeby przyjmować wszystkich żydów i prawosławnych do Kościoła katolickiego, jeśli chcą w ten sposób ratować życie. Pouczył przy tym że chrześcijaństwo ma korzenie w judaizmie, a w pierwsze zadanie chrześcijanina to ratowanie ludzkiego życia. Biskup stwierdził również, że gdy czas „szaleństwa i dzikości” minie, każdy będzie mógł wybrać, czy chce pozostać przy katolicyzmie, czy też powrócić do starej wiary. 14 maja 1941 roku Alojzy Stepinac wysłał do Ante Pavelicia list gdzie protestował przeciwko mordowaniu Serbów wspomniał, że widział jak Ustasze rozstrzelali 260 Serbów, prosił Pavelicia by ten zaprowadził w kraju porządek i aby nigdy więcej nie zabito żadnego Serba, chyba że zostanie któremuś udowodniona zbrodnia, która zasługuje na śmierć Z kolei w piśmie 21 lipca 1941 roku wysłał ponownie list do Pavelicia gdy zorientował się, że wysłano 2000 żydów do obozów zagłady. Protestował przeciwko nieludzkiemu i okrutnemu traktowaniu ludzi „nie-kaukaskich”, rasistowskim słowom, jakimi określano takich ludzi i był oburzony że nawet dzieci, starcy i osoby chore nie są zwolnione z deportacji. 25 października 1942 roku podczas kazania biskup stwierdził, że każdy człowiek ma prawo do godnego życia i nikt nie ma prawa zabijać innych ludzi z powodu ich rasy czy też narodowości. 23 lutego 1943 roku Stepinac w liście do Ante Pavelica potępił zamordowanie 7 księży z Jasenowa. Pytał się Pavelicia dlaczego księża nie byli podstawieni przed sądem, zażądał aby katów postawić przed sądem. 31 lipca 1943 roku Stepinac wygłosił kazanie podczas mszy, na której zebrały się tysiące wiernych przed katedrą. Biskup stwierdził, że Kościół katolicki nie uznaje, że są rasy panów i rasy niewolników, uznaje że rasy i narody to stworzenie Boga. Stwierdził, że mordowanie setek zakładników jest przestępstwem, tym bardziej jeśli nie można wykryć winnych. Uznał to za „pogański system”, który nigdy nie przyniósł niczego dobrego. Ustasze zakazali wydania owego kazania.
Diana Budisavljević z pomocą Stepinaca zorganizował pomoc dla 7000 serbskich dzieci z Kozara. 20 listopada 1941 roku konferencja biskupów stwierdziła, że przyjście na katolicyzm jest ważne tylko wtedy, gdy jest to szczera chęć nawrócenia. Biskupi sprzeciwili się mieszaniu spraw państwowych ze sprawami religijnymi, potępiono praktykę państwa chorwackiego która powoływała własnych „misjonarzy” i siłą nawracała na katolicyzm. Potępili również niszczenie cerkwi, okrucieństwa i różne „ekscesy”.
Biskup Alojzije Mišić 30 czerwca 1941 również wysłał list, w którym potępił masakrę, grabieży i inne rodzaje przemocy dokonywanych przez ustaszów. Według Matkovica większość biskupów była przeciwna wspieraniu i uczestniczeniu w ruchu ustaszy. Niższe duchowieństwo które to zrobiło działało wbrew woli dostojników kościelnych.

## Postawa Watykanu
Według historyka Michaela Phayera niemożliwe jest, że Stepinac i Watykan nie wiedzieli, że ustasze prowadzą ludobójstwo. Cornwell uważa, że Watykan nie zaprotestował przeciwko realizacji „ostatecznego rozwiązania”. Sam papież Pius XII był długoletnim rzecznikiem nacjonalizmu chorwackiego, w listopadzie 1939 roku gościł w Rzymie pielgrzymkę w sprawie kanonizacji Mikołaja Tavelicia, wówczas „potwierdził postrzeganie historii ustaszy”. W rozmowie z prymasem Stepinacem zacytował papieża Leona X jakoby to Chorwaci byli przyczółkiem chrześcijaństwa, pojęcie to odnosi się do tego, że prawosławni Serbowie nie byli postrzegani przez nich jako prawdziwi chrześcijanie.
Z drugiej jednak strony Watykan wielokrotnie interweniował w sprawie różnych nadużyć, przykładowo poparł „Pro Memoria” Episkopatu Chorwackiego, w którym potępiano ustaszy, za prześladowanie prawosławnych. Również wysłano ostry sprzeciw wobec wykorzystywania katolickich duchownych do nawracania i mordowania prawosławnych Serbów.

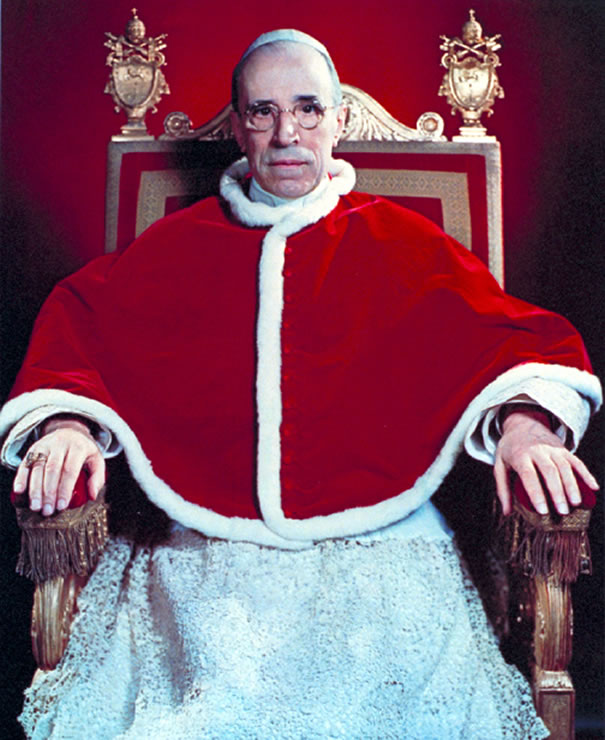
Papież Pius XII

Podsekretarz Stanu Montini (później wybrany papież Paweł VI) był odpowiedzialny za sprawy dotyczące Chorwacji i Polski. Przyszły papież informował Piusa XII o okrucieństwach kolaboracyjnego reżimu już w 1941 roku. W marcu 1942 roku zapytał przedstawiciela ustaszy w Watykanie – „Czy to możliwe, że te okrucieństwa miały miejsce?”. Przedstawiciel reżimu powiedział mu, że informacje o okrucieństwach to jedynie „kłamstwa i propaganda”. Na to Montini odpowiedział mu, że „Chorwacja to młode państwo [...] Młodzi ludzie często błądzą z powodu wieku. Nie jestem zaskoczony, że Chorwacja również błądzi”.
Stepinac został wezwany do Rzymu w kwietniu 1942 roku, przedstawił tam dziewięciostronicowy dokument opisujący szczegółowo różne występki Pavelicia. W dokumencie tym opisano jednak okrucieństwa jako „anomalie” które miały być według Stepinaca nieznane Paveliciowi.
Francuz Eugène Tisserant, przyszły dziekan Kolegium Kardynalskiego miał powiedzieć, że „mamy listę wszystkich duchownych, którzy brali udział w tych zbrodniach i będziemy ich karać w odpowiednim czasie, aby oczyścić plamę na naszym sumieniu”. Pius XII był dobrze poinformowany o kolaboracji chorwackiego kleru katolickiego z reżimem, mimo to nie potępił reżimu, podjął jednak działania przeciwko duchownym, którzy „przystąpili do uboju”, obawiając się, że sytuacja ta doprowadzi do schizmy w kościele lub osłabi przyszłość państwa chorwackiego.
Phayaer uważa, że w przypadku Chorwacji tamtejsza głowa Kościoła, biskup Alojzy Stepinac był w ciągłym kontakcie z Watykanem, także w czasie gdy ludobójstwo było popełniane. Kardynał Maglione polecił nuncjuszowi Marcone, aby ten w dyskretny sposób zaapelował u ustaszy o bardziej wyrozumiałą politykę względem Żydów, jednocześnie przekazał nuncjuszowi, że powinien on sprawiać wrażenie lojalnego wobec ustaszy jak robił to do tej pory. Według Phayera, Watykan próbował naciskać dyplomatycznie na rząd ustaszy zamiast publicznie zarzucić faszystom niemoralność i ludobójstwo.
Najnowsze ustalenia wskazują jednak, że milczenie Piusa XII miało inne przyczyny. Papież w okresie wojny uczestniczył w spisku mającym na celu zabicie i obalenie Hitlera, spiskowcy prosili papieża, aby ten unikał ostrych publicznych wypowiedzi potępiających zbrodnie nazistów, gdyż to mogłoby zagrozić ich planom. Według niektórych historyków głośny protest prawdopodobnie tylko by pogorszył sprawę prześladowanych, w 1942 r. katoliccy holenderscy biskupi zaprotestowali przeciwko deportacji Żydów, naziści w odwecie deportowali również katolików żydowskiego pochodzenia, to właśnie pod wpływem tego wydarzenia, Pius XII miał zaniechać publicznych protestów, jak stwierdził:

Chcę spalić te dokumenty, jest to mój protest przeciwko okrutnym prześladowaniom Żydów (…) Jednak skoro list biskupów Holandii kosztował życie 40 tysięcy ludzi, mój protest kosztowałby być może 200 tysięcy istnień ludzkich. Nie wolno mi i nie mogę być za to odpowiedzialny.

Pavelić odwiedził Rzym w dniu 18 maja 1941 roku, po tym jak podpisał traktat z Mussolinim, w wyniku którego oddał Włochom szereg chorwackich miast na wybrzeżu Dalmacji. Otrzymał on błogosławieństwo Piusa XII. Cornwell postrzega tę postawę jako uznanie przez Watykan państwowości NDH. Wkrótce potem Ramiro Marcone został legatem apostolskim w Zagrzebiu. Cornwell pisze o tym, że Watykan cały czas dokładnie wiedział o okrucieństwie ustaszy, zauważył, że od początku było wiadomo że Pavelić był totalitarnym dyktatorem, marionetką Hitlera i Mussoliniego, który wprowadzał szereg przepisów rasistowskich i antysemickich w tym wymuszających przymusową konwersję z prawosławia na katolicyzm.

## Po wojnie
Stepinac i inni współpracownicy Pavelicia, po upadku kolaboranckiej dyktatury, w 1946 roku został skazany przez jugosłowiańskie władze w procesie o zdradę na szesnaście lat pozbawienia wolności. Wyrok budził jednak olbrzymie wątpliwości, wielu historyków stwierdza że był to komunistyczny proces pokazowy Światowa opinia publiczna potępiła wyrok, New York Times napisał 13 października 1946 r., że „Proces Arcybiskupa Stepinaca był czysto polityczny z wyrokiem ustalonym z góry. Stoi on w sprzeczności z zapewnieniami, że w Jugosławii będzie przestrzegać się praw człowieka i podstawowych praw wolności wszystkich bez względu na rasę, płeć, język i wyznanie wiary. Arcybiskup Stepinac został skazany i będzie uwięziony w ramach kampanii przeciwko kościołowi, winny jest tylko tego, że jest wrogiem komunizmu.” 1 listopada 1946 Winston Churchill w Izbie Gmin wyraził „wielki smutek” z powodu wyniku procesu.
Wielu historyków uważa, że część zbrodniarzy wojennych ustaszy otrzymało pomoc ze strony Kościoła zarówno w Watykanie, jak i w Chorwacji. Kościół miał umożliwić im ucieczkę do Hiszpanii, krajów arabskich i Ameryki Południowej (zwłaszcza Argentyny) aby zapewnić im bezpieczeństwo przed procesami o zbrodnie. Franciszkanin i pułkownik ustaszy, Krunoslav Draganović miał być odpowiedzialny za wywłaszczenie własności Serbów w czasie ludobójstwa tej mniejszości. Oskarżony został o pranie brudnych pieniędzy ustaszy i kosztowności skradzionych ofiarom wojny w Chorwacji. W roku 1945 Draganović wydrukował w Rzymie Mali Hrvatski kalendar za godinu 1945 (Mały Kalendarz Chorwacki na rok 1945) adresowany do emigrantów chorwackich. Razem z biskupem Aloisem Hudalem mieli być głównymi organizatorami dróg ucieczki faszystowskich przestępców wojennych do Argentyny i innych krajów Ameryki Południowej. Miał on pomagać Departamentowi Stanów Zjednoczonych w organizacji informatorów i szpiegów na terytorium pod kontrolą Związku Radzieckiego. Draganović miał zostać wycofany ze współpracy dopiero po 1958 roku, po śmierci Piusa XII. Miało się okazać, że Draganović pomagał w ucieczce m.in. niemieckiego zbrodniarza wojennego Klausa Barbie. Jednak nawet ci historycy stwierdzają, że nie ma jednak dowodów na to aby Pius XII wspomagał działalność Draganovicia i jego organizacji. Według Phayera, pod koniec wojny przywódcy, urzędnicy, zwolennicy ustaszy, w tym biskup Saric uciekli z kraju do Rzymu, dzięki złotu zrabowanemu zamordowanym Serbom i Żydom.
Inni historycy stwierdzają, że papież Pius XII chronił po wojnie Ante Pavelicia, dając mu nieruchomość w Rzymie, a następnie pomagając mu w ucieczce do Ameryki Południowej. Pavelić i Pius XII mieli mieć wspólny cel; ustanowienie na Bałkanach państwa katolickiego i sprzeciw wobec komunistów pod przywództwem Tito. Pius XII miał umożliwić Paveliciowi i innym zbrodniarzom wojennym ochronę przed procesem w Jugosławii. Pavelić miał użyć Watykanu jako schronienia do czasu ucieczki wraz z innymi ustaszami do Argentyny w 1948. Mimo poszukiwania go przez agentów jugosłowiańskich, włoskich, radzieckich i amerykańskich nie udało się go schwytać, a Watykan miał odmówić wszelkiej współpracy i bronić swojego eksterytorialnego statusu. Pavelić nigdy nie został złapany ani sądzony za swoje zbrodnie.
Dziesiątki chorwackich uchodźców i przestępców wojennych zatrzymało się w kolegium świętego Hieronima w Rzymie. Wywiad donosił o różnych lokalizacjach Pavelicia. Agent William Gowen (syn Franklina Gowena, amerykańskiego dyplomaty w Watykanie) z Counter Intelligence Corps był jednym z agentów odpowiedzialnych za schwytanie Pavelicia, CIC sądził, że Watykan ujawni lokalizację Pavelicia mimo to Watykan nakazał się amerykanom wycofać. Na wiosnę 1947 roku mimo intensywnej presji dyplomatycznej USA i Wielkiej Brytanii nie podjął się ekstradycji zbrodniarzy wojennych ustaszy do Jugosławii. Agent Gowen w 1947 roku ostrzegał, że z powodu ideologii Pavelicia przeciwnej Kościołowi prawosławnemu i komunizmowi, jego kontakty w Watykanie są zbyt wysokie aby uzyskać z tym państwem kompromis.
Z kolei inni historycy natomiast odrzucają te oskarżenia, historyk Pier luigi Guiducci 10 lat badał archiwa w Niemczech, Chorwacji, Włoszech, Argentynie i USA. Historyk stwierdził, że nie znalazł żadnego potwierdzenia tez na temat rzekomej pomocy, które według niego okazały się wynikiem „uprzedzeń lub fikcji literackiej”. Sami zbrodniarze mieli korzystać z zamieszania i ukryli się wśród uchodźców z fałszywymi dokumentami, jednak nie ma śladu że zarówno Watykan czy pojedynczy księża mieli o tym wiedzieć. Tak zwana „droga klasztorna” była tak naprawdę pracą humanitarną na rzecz uchodźców, naziści przybywali czasami z dziećmi, przez co byli nie odróżnienia z prawdziwymi uchodźcami. Według historyków naziści przed końcem wojny planowali ucieczki i wyrabiali sobie fałszywe dokumenty, co więcej wiele rządów – na przykład w Argentynie, gdzie naziści mieli swoich ludzi – były skłonne pomóc im w ucieczce. Nawet Alianci w tym USA pomagała niektórym nazistom, aby uzyskać od nich informacje. Niedawno odtajniono archiwa pokazują, że wielu zbrodniarzy przebywało we Włoszech z dokumentami wyrobionymi przez USA. Pier stwierdził, że podczas badań archiwów znalazł wiele listów biskupów Hudala które piętnowały antysemityzm nazistowski, jak również nie znalazł żadnych dowodów na pomoc ustaszon przez Draganovica. Według owego historyka Klaus Barbie nie potrzebował pomocy Kościoła do ucieczki, odtajnione dokumenty USA wskazały, że był powiernikiem stanów zjednoczonych, oraz bywał wykorzystywany przez USA do działań szpiegowskich, to właśnie od USA, a nie od Dragonovica, Barbie miał uzyskać pomoc.
Ukrywający się w kolegium Hieronima ustasze przynieśli do niego dużą ilość zrabowanego złota. Chociaż złoto warte było setki tysiące dolarów, stanowiło jedynie niewielki procent złota zrabowanego (głównie przez Niemców) w czasie II wojny światowej. Według Phayera, władze watykańskie wiedziały o miejscu ukrycia złota. Ocalałe ofiary ustaszy i ich najbliżsi krewni mieszkający w Kalifornii wnieśli pozew zbiorowy przeciwko bankowi watykańskiemu. Wnioskodawcy oskarżyli bank o pranie brudnych pieniędzy i podział środków przywódców ustaszy w tym Pavelicia. Były agent William Gowen stwierdził, że w 1946 roku pułkownik Ivan Babić przetransportował dziesięć ciężarówek złota ze Szwajcarii na Papieskie Kolegium. Wszystkie pozwy zostały oddalone.
Kościół nigdy nie wysłał swoich przedstawicieli w miejsce upamiętnienia ofiar okrucieństw ustaszy, obchody te odbywają się co roku pod koniec kwietnia na terenie byłego obozu koncentracyjnego w Jasenovacu. Z drugiej strony Kościół znajdujący się blisko chorwackiej prawicy odgrywa istotną rolę w obchodach rocznicy Bleiburgu, serii samosądów na chorwackich kolaborantach, których dopuściły się oddziały jugosłowiańskie i prawdopodobnie brytyjskie.

## Wnioski
Watykan prowadził dwuznaczną politykę, lawirującą między krytyką a wsparciem reżimu. Papież wielokrotnie chwalił katolicyzm Pavelicia i rolę NDH w obronie przed komunizmem. Przedstawiciele Kościoła często prywatnie interweniowali w celu zapobieżenia okrucieństwa wobec Żydów konwertytów na katolicyzm. Główny przedstawiciel chorwackiego Kościoła, arcybiskup Stepinac był rzecznikiem państwowości NDH, krytykował jednak ekscesy rządu, nie prowadził jednak otwartej polityki potępienia reżimu. W październiku 1998 roku mimo olbrzymich kontrowersji został on beatyfikowany przez papieża Jana Pawła II.
Po wojnie rząd Jugosławii oskarżył Stepinaca i Kościół o współudział w okrucieństwach Pavelicia i jego zwolenników. Według zwolenników Stepinaca, Kościół i arcybiskup aktywnie sprzeciwiał się faszystom i ich zbrodniom, a poparcie Stepinaca dla rządu wynikało z antykomunizmu ustaszy.